# 龙竹
龙竹（学名：Dendrocalamus giganteus），又名印度麻竹、荖浓巨竹，为禾本科麻竹属下的一个种，分佈于南亞的熱帶和亞熱帶地區。它是世界上最高的一種竹子，高度可達25-35米，直徑可達15-30公分。其种加词“giganteus”意为“巨大的”。其丛秆数可以达到200秆以上，秆型通直，分枝较高，是优良的材用竹种。

## 參見

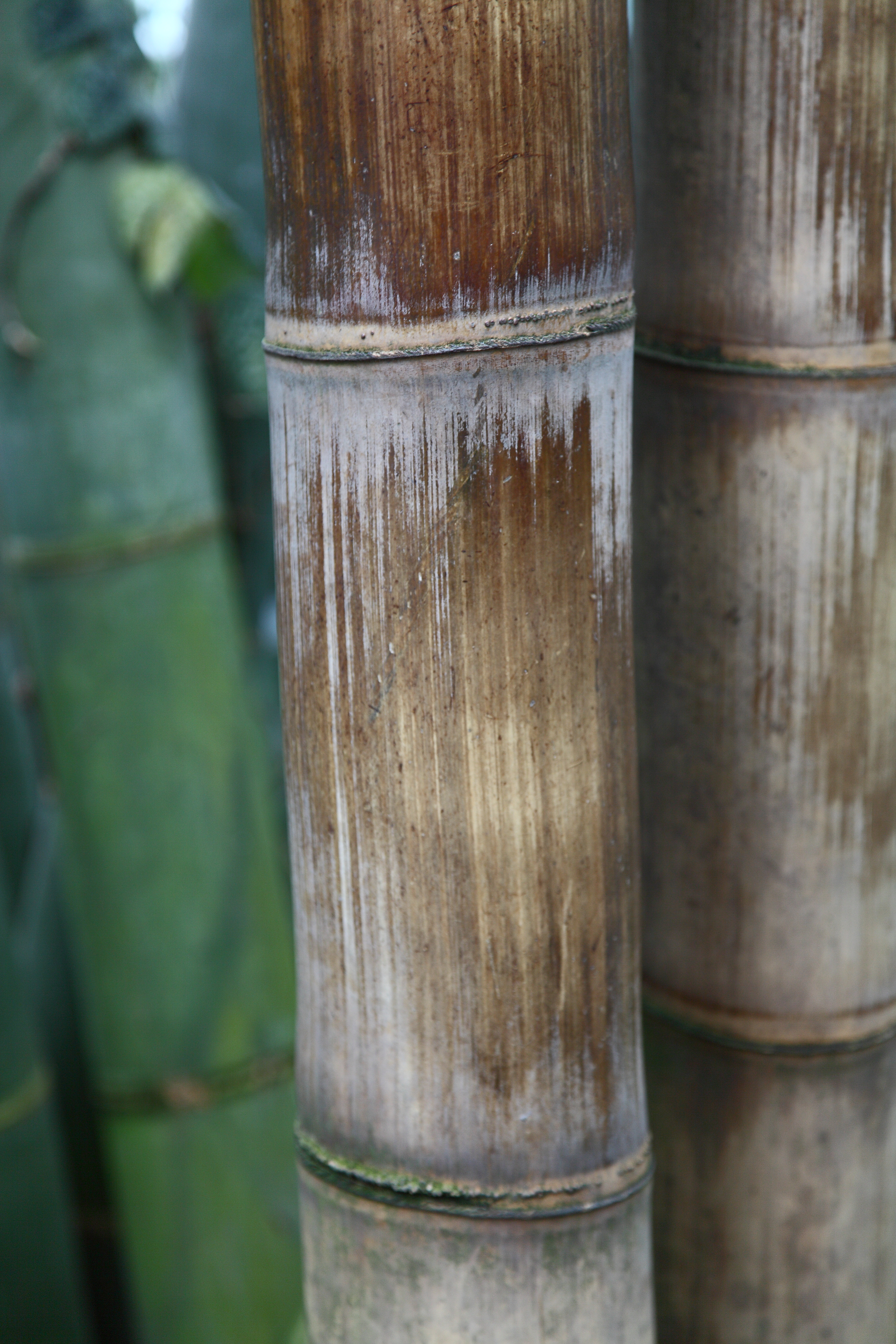
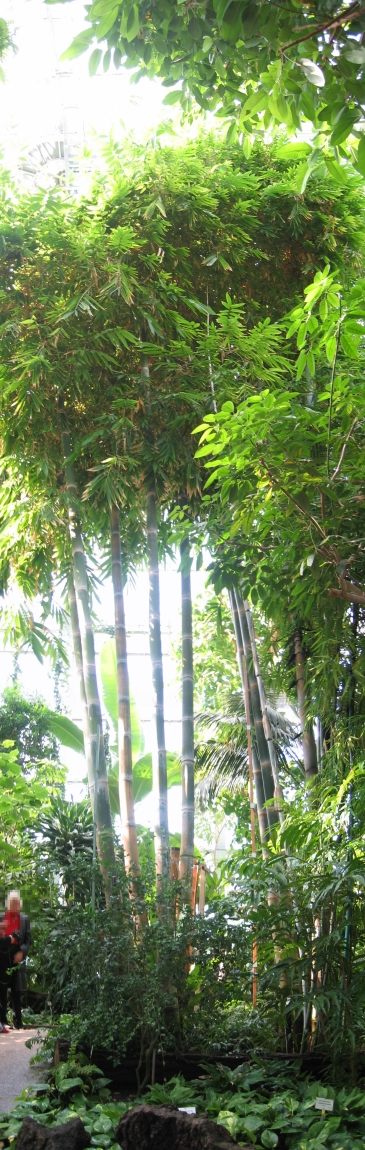
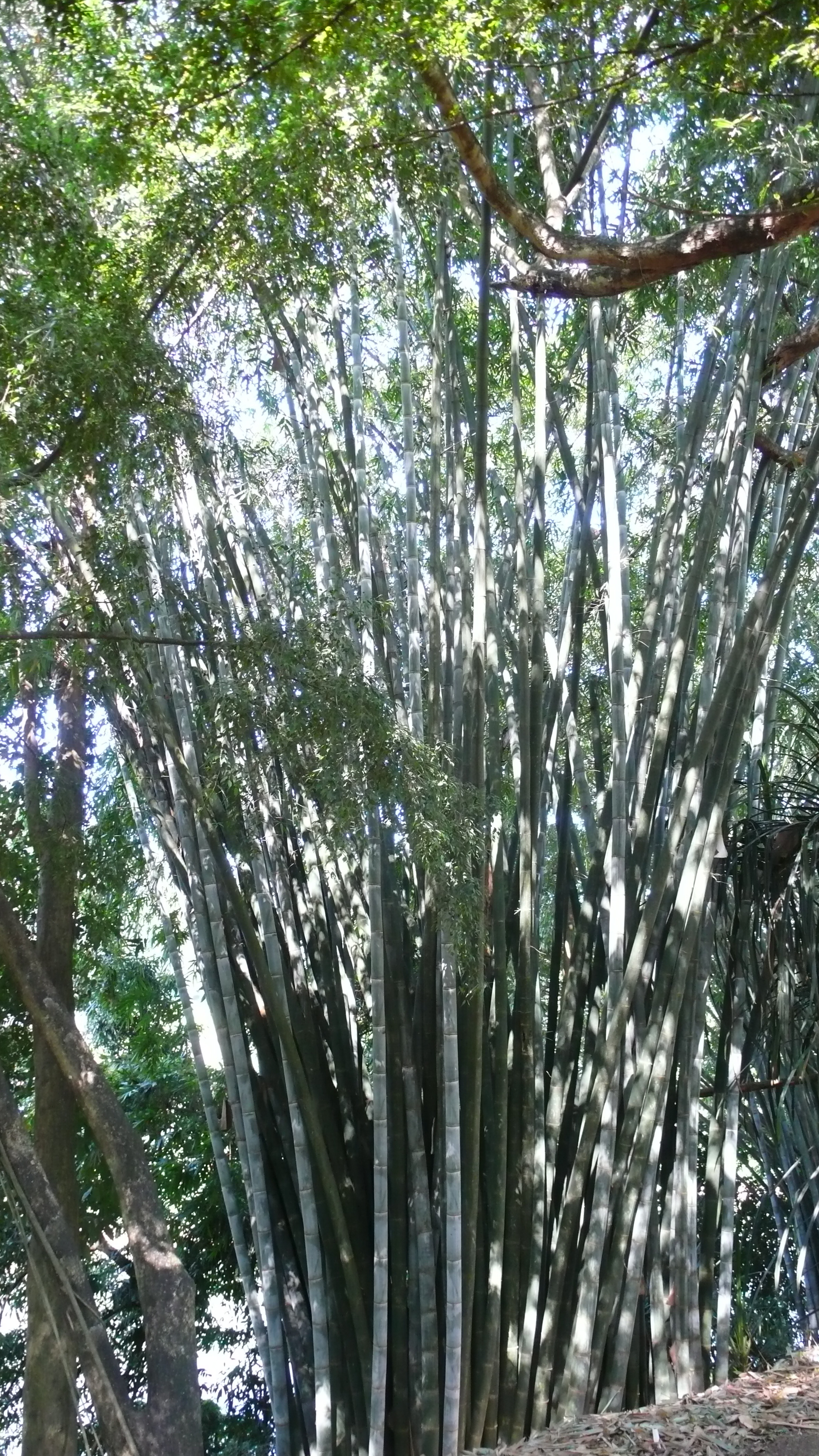
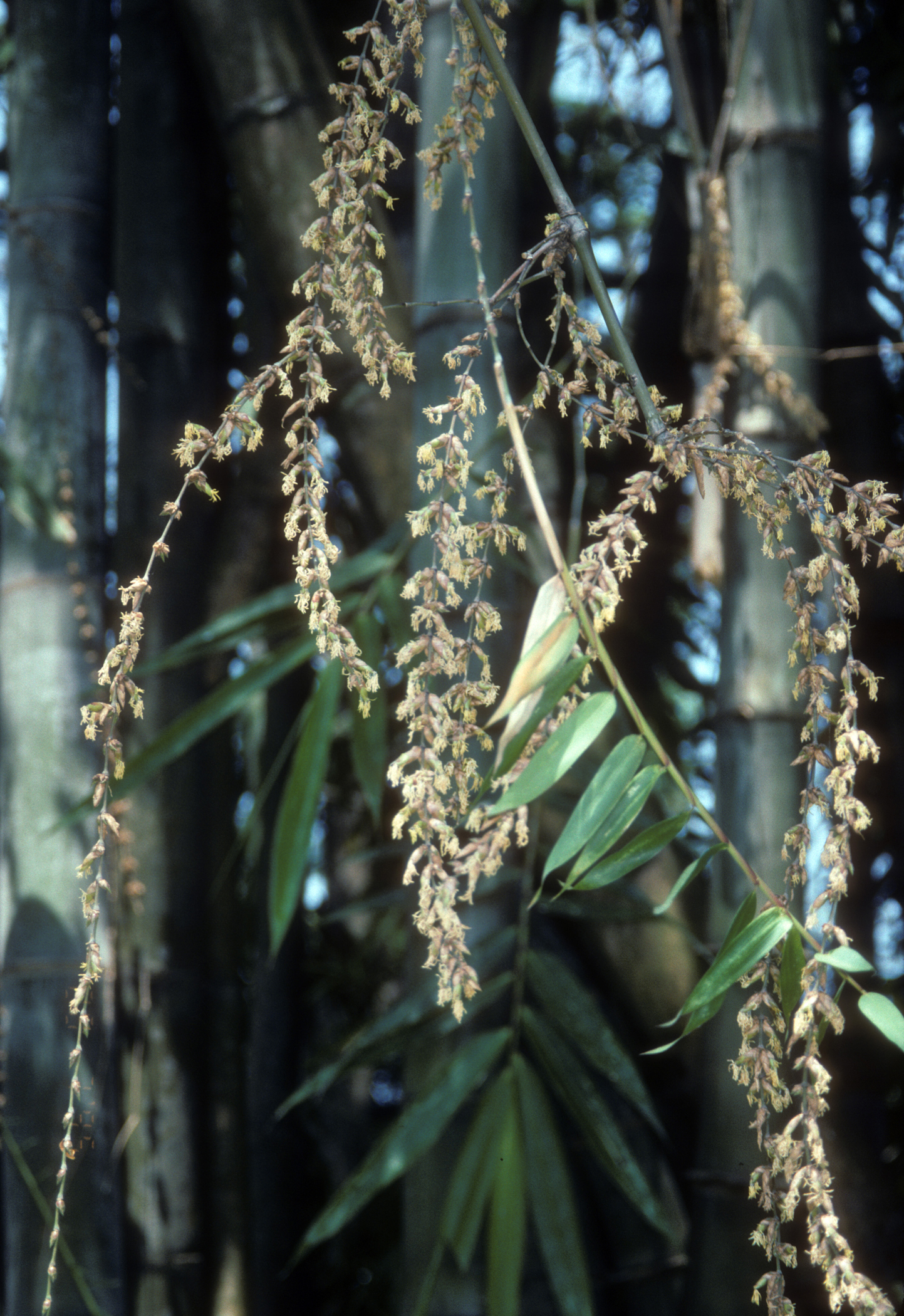
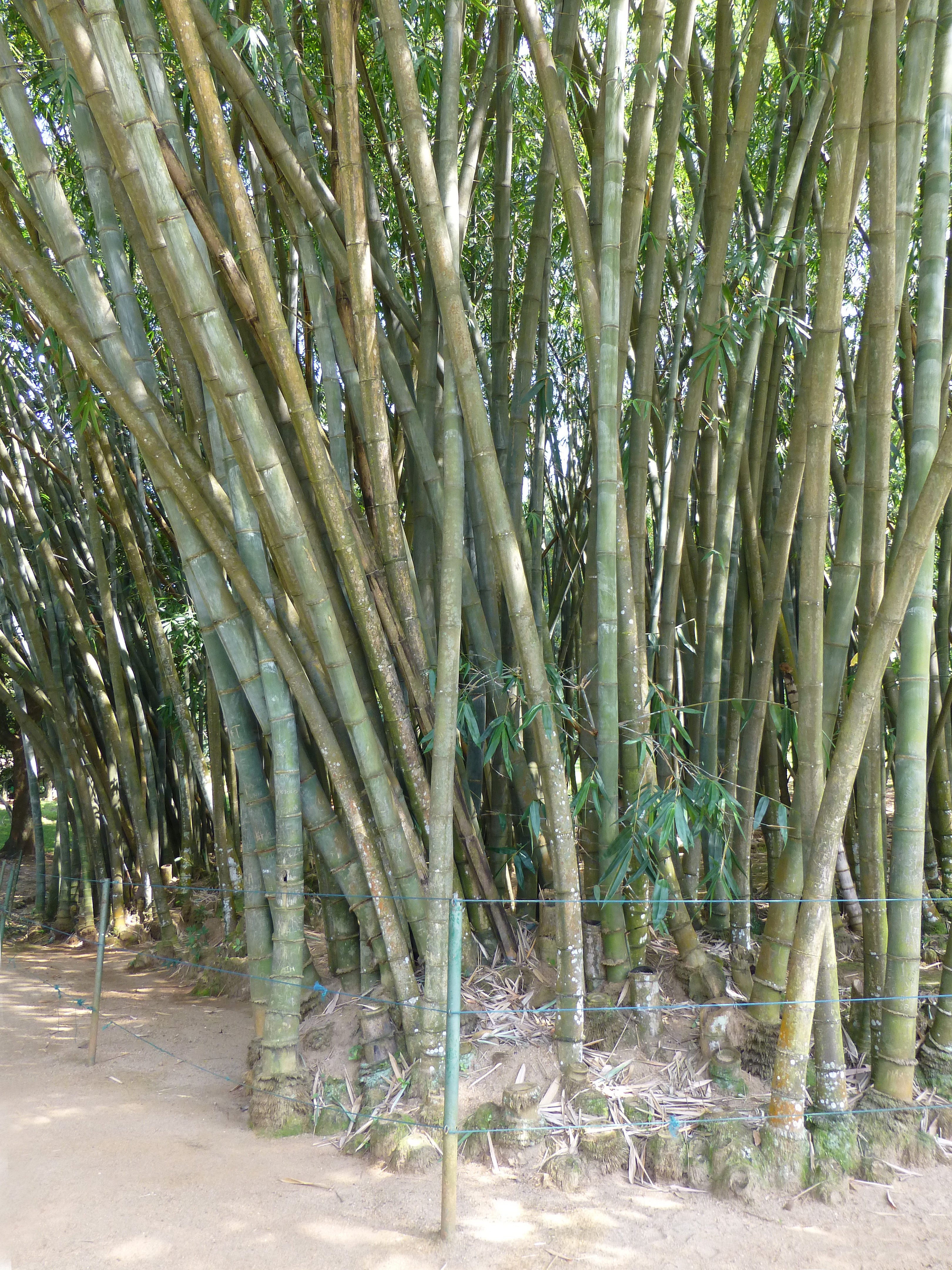
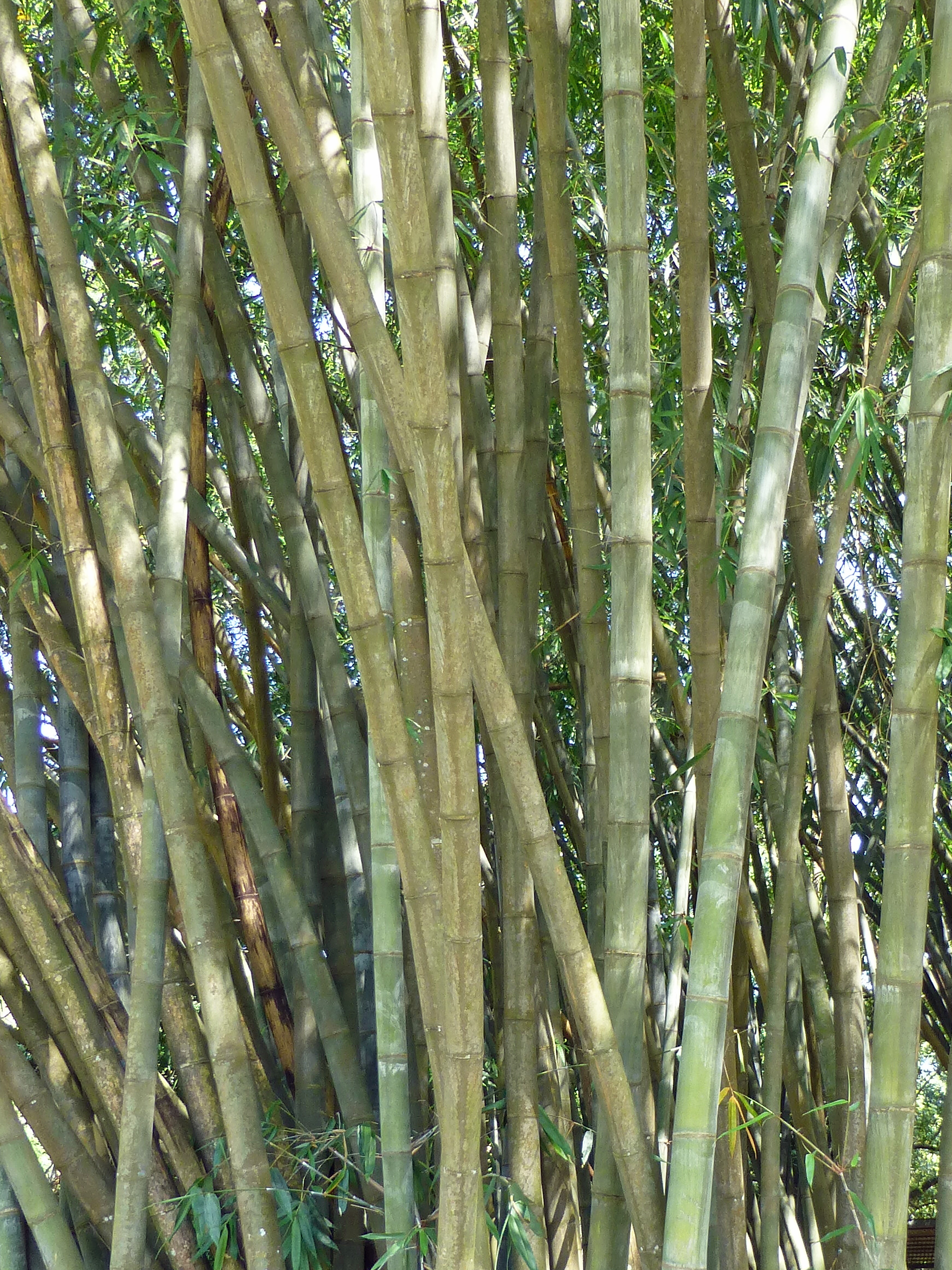